# Železná cyklotrasa
Železná cyklotrasa, polsky Żelazny Szlak Rowerowy, je česko-polská mezinárodní cyklostezka. Česká část se nachází v okrese Karviná (Moravskoslezský kraj) a polská část v okrese Wodzisław a městském okrese Jastrzębie-Zdrój a okrese Těšín ve Slezském vojvodství. Geograficky se nachází v nížině Ostravská pánev a vysočině Płaskowyż Rybnicki a také v Horním Slezsku.

## Další informace
Trasa délky 43,1 km se skládá z 5 úseků:
- Úsek Godów
- Úsek Jastrzębie-Zdrój
- Úsek Zebrzydowice
- Úsek Město Karviná
- Úsek Petrovice u Karviné

Jednou z významných změn ve slezské a potažmo i světové ekonomice 18. století, byla „průmyslová revoluce“ (století páry, rozvoj těžby černého uhlí, koňských a parních železnic a nových technologií). A právě na tento úsek historie je tematicky zaměřena tato cyklostezka.